# Lutzomyia begonae
Lutzomyia begonae är en tvåvingeart som först beskrevs av Ortíz I., Torres J. R. 1975.  Lutzomyia begonae ingår i släktet Lutzomyia och familjen fjärilsmyggor. Inga underarter finns listade i Catalogue of Life.